# Rabelsberg
Rabelsberg ist eine Ortschaft in der Gemeinde Ampflwang im Hausruckwald im Bezirk Vöcklabruck, Oberösterreich.
Die Ortschaft befindet sich am Südabfall des Hausrucks und wird über den Ampflwanger Bach entwässert. Auf dem Gebiet von Rabelsberg liegt auch der Weiler Ebelsberg. Am 1. Jänner 2024 zählte die Ortschaft 126 Einwohner.